# Luis Yanes
Luis Yanes (Santa Marta, Magdalena, Colombia; 29 de octubre de 1982) es un exfutbolista colombiano. Jugaba como delantero. Su último equipo fue NorthEast United de la India.

## Clubes
| Club                 | País                | Año                 | Partidos | Goles |
| -------------------- | ------------------- | ------------------- | -------- | ----- |
| Bogotá Chicó         | Colombia            | 2001-2002           | 35       | 12    |
| Deportes Tolima      | Colombia            | 2003                | 0        | 0     |
| Bogotá Chicó         | Colombia            | 2003-2004           | 82       | 14    |
| Santa Fe             | Colombia            | 2005-2007           | 88       | 88    |
| Lille                | Francia             | 2007-2008           | 16       | 3     |
| Junior               | Colombia            | 2008-2009           | 28       | 8     |
| Cúcuta Deportivo     | Colombia            | 2009                | 1        | 0     |
| Santa Fe             | Colombia            | 2010                | 18       | 5     |
| Boyacá Chicó         | Colombia            | 2010                | 20       | 4     |
| La Equidad           | Colombia            | 2011                | 20       | 2     |
| Zamora               | Venezuela           | 2011-2012           | 38       | 14    |
| Atlético Bucaramanga | Colombia            | 2013                | 15       | 2     |
| NorthEast United     | India               | 2014                | 6        | 0     |
|                      |                     |                     |          |       |
| Total en su carrera  | Total en su carrera | Total en su carrera | 347      | 86    |

## Palmarés

### Campeonatos nacionales
| Título    | Club         | País     | Año  |
| --------- | ------------ | -------- | ---- |
| Primera B | Bogotá Chicó | Colombia | 2003 |